# Pieter Boddaert
Pieter Boddaert (n. 26 mai 1730, Middelburg, Bouches-de-l'Escaut, Franța – d. 6 mai 1795, Utrecht, Utrecht, Țările de Jos) a fost un medic și naturalist neerlandez.
Boddaert este fiul unui jurist și poet, cu același nume, din Middelburg (1694-1760). Pieter Jr a obținut titlul de medic la Universitatea din Utrecht în 1764 și acolo a devenit lector în domeniul istoriei naturale. Paisprezece scrisori din corespondența sa cu Carl Linné, datate între 1768 și 1775, încă supraviețuiesc. A fost prieten cu Albert Schlosser, pe a cărui colecție de "curiozități" (obiecte din istoria naturală) a descris-o. În 1783 a publicat 50 de copii ale cheii de identificare Planches enluminees a lui Edmé-Louis Daubenton, atribuind nume științifice planșelor. Deoarece multe dintre aceste nume au fost primele propuse, ele sunt încă folosite.
În 1785 a publicat Elenchus Animalium, care includea primele nume binomiale pentru mai multe animale, inclusiv quagga și tarpanul.